# Тамано
Тамано (яп. 玉野市) — місто в Японії, в префектурі Окаяма.

## Міста-побратими
- Окая, Японія (1980)
- Tongyeong, Південна Корея (1981)
- Jiujiang, КНР (1996)
- Gloucester, США (2004)